# Ключ 131
Ключ 131 (трад. и упр. 臣)  — ключ Канси со значением "министр"; один из 29, состоящих из шести штрихов.
В словаре Канси есть 16 символов (из 49 030), которые можно найти c этим радикалом.

## История
Древняя идеограмма изображала глаз, повернутый вертикально (это происходит, когда человек наклоняет голову).
В современном языке иероглиф используется в значениях: «вассал, слуга, раб», «служащий, министр, сановник, чиновник».
В качестве ключевого знака иероглиф используется редко.

Вид в Цзиньвэнь
Вид в Цзягувэнь
Вид в малой печати Чжуаньшу

В словарях находится под номером 131.

## Примеры иероглифов
| Доп. штрихи | Иероглифы |
| ----------- | --------- |
| 0           | 臣        |
| 2           | 臤 臥     |
| 3           | 姫        |
| 6           | 臦        |
| 8           | 臧        |
| 11          | 臨 臩     |

- Примечание: Ваш браузер может отображать иероглифы неправильно.